# Armia ogólnowojskowa
Armia ogólnowojskowa (armia polowa) – związek operacyjny wojsk lądowych, stanowiący zazwyczaj część frontu lub grupy armii. W jej skład wchodzi kilka zmechanizowanych lub  pancernych związków taktycznych (oddziałów), organów dowodzenia i zaopatrywania. Moze mieć też strukturę korpuśną.